# La nuit se traîne
La nuit se traîne è un film del 2024 diretto da Michiel Blanchart. Detiene il record di vittorie, dieci su dieci candidature, al premio Magritte.

## Trama
Mady, studente di giorno e fabbro di notte, riceve una chiamata da una donna di nome Claire. Quando apre la porta, si rende conto che lei le ha mentito riguardo al suo appartamento, che non era il suo, e si ritrova complice di un crimine. Mady ha tutta la notte per trovarla e dimostrare la sua innocenza.

## Riprese
Il film è stato girato nei mesi di marzo e aprile 2023 a Bruxelles.

## Riconoscimenti
- 2025 - Premio Magritte
  - Miglior film
  - Migliore opera prima
  - Miglior regista a Michiel Blanchart
  - Migliore sceneggiatura a Michiel Blanchart
  - Miglior attore non protagonista a Jonas Bloquet
  - Migliore scenografia a Catherine Cosme
  - Migliore fotografia a Sylvestre Vannoorenberghe
  - Migliori costumi a Isabel Van Renterghem
  - Miglior sonoro
  - Miglior montaggio a Matthieu Jamet-Louis
- 2024 - Festa del Cinema di Roma
  - Gran Premio della giuria